# Louis Faidherbe

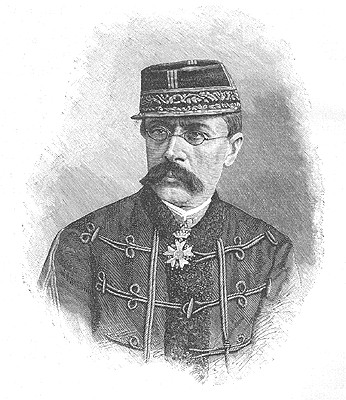
Louis Léon César Faidherbe

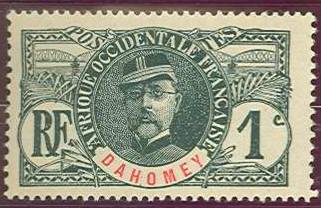
Briefmarke der französischen Kolonie Dahomey zu Ehren Louis Faidherbes

Louis Léon César Faidherbe (* 3. Juni 1818 in Lille; † 28. September 1889 in Paris) war ein französischer General.

## Leben
Faidherbe besuchte die École polytechnique und trat dann 1840 in die Artillerie- und Genieschule (heute Pioniere) der Festung Metz ein. Zwischen 1844 und 1845 diente er als Genie-Offizier in Algerien.
1848 und 1849 war er auf Guadeloupe als Capitaine und anschließend bis 1852 wieder in Algerien, wo er an mehreren Expeditionen teilnahm, so unter Saint Arnaud gegen die Kabylen. 1852 kam er als Unterdirektor des Geniewesens in den Senegal, wo er 1854 zum Chef de bataillon befördert und Gouverneur der Kolonie ernannt wurde. Er unterwarf 1855 mehrere Völker, die sich der französischen Kolonialmacht entgegenstellten und organisierte die Gebiete der Waalo als französische Provinz. Er stellte 1857 afrikanische Einheiten, die Tirailleurs sénégalais, auf.
Faidherbe setzte seine Eroberungen in Senegambien fort, als er die mächtige maurische Bevölkerung bei Trarza (1858) völlig unterwarf und dann im Januar 1861 einen Feldzug gegen den König von Cayor führte, der mit der Eroberung von dessen Küstengebieten und der Besetzung des rechten Ufers des Senegal bis über Bathel de Medina hinaus endete.
Faidherbe kehrte im Juni 1861 nach Frankreich zurück, ging aber bald wieder nach Algerien, wo er 1863 zum Général de brigade befördert wurde. Kurze Zeit später setzte man ihn erneut an die Spitze der Kolonie Senegambien und er blieb dort bis 1865, als ihm das Kommando über die algerische Teilprovinz Bona übertragen wurde.
Anfang 1870 erhielt er eine Division in Constantine und wurde Ende November von Gambetta nach Frankreich gerufen und mit dem Kommando der Nordarmee im Deutsch-Französischen Krieg betraut. Am 5. Dezember traf er in Lille ein und befand sich mit dem Kern seiner Armee, etwa 40.000 Mann stark, bereits auf dem Vormarsch gegen Amiens, als er am 23. und 24. Dezember von General von Manteuffel in der Schlacht an der Hallue zum Rückzug bis nördlich hinter Arras gezwungen wurde.
Nach dem zwei Tage andauernden Gefecht bei Bapaume am 2. und 3. Januar 1871 wurde Faidherbe erneut, diesmal von Goeben zum Rückzug auf Arras und Douai genötigt, wobei die Nordarmee große Verluste zu beklagen hatte. Faidherbe versuchte daraufhin erneut, nach Süden vorzudringen, wurde von Goeben auf St. Quentin zurückgeworfen und hier am 19. Januar in der Schlacht bei Saint-Quentin entscheidend geschlagen.
Im Februar 1871 wurde Faidherbe als eifriger Republikaner und Anhänger Gambettas in die Nationalversammlung gewählt, legte aber bereits am 19. Februar sein Mandat nieder. Am 27. April 1871 wurde er in den Ruhestand versetzt und von der Regierung nach Oberägypten entsandt, um die dortigen Denkmäler und Inschriften zu untersuchen. Er hat sich um die Geographie, Ethnographie, Archäologie und Sprachkunde große Verdienste erworben, so u. a. in seinen Aufsätzen zur Kultur und den Sprachen des Senegal. 1872 publizierte er einen Artikel über die Megalithbauten Algeriens, die er mit der Ausbreitung ihrer Erbauer aus dem baltischen Raum in Verbindung setzte. 1884 wurde er zum Mitglied der Académie des Inscriptions et Belles-Lettres gewählt.
Seine Verteidigungsschrift über die Militäroperationen der Nordarmee während des Deutsch-Französischen Krieges enthält Angaben, die General von Goeben zu Erwiderungen in der Allgemeinen Militär-Zeitung (Darmstadt, 1871 und 1872) veranlasste.
Louis Léon César Faidherbe starb am 28. September 1889 in Paris.

## Schriften
- Chapitres de géographie sur le nord-ouest de l’Afrique. Imprimerie du Gouvernement, St. Louis 1864.
- Collection complète des inscriptions numidiques (Libyques). Avec des Aperçus ethnographiques Sur les Numides. 2 Bände (Textbd. Tafelbd.). Franck, Paris 1870, (Digitalisate: Textbd.Textbd., Tafelbd.).
- Campagne de l’armée du Nord en 1870–1871. Dentu, Paris 1871, (Digitalisat).
- Épigraphie phénicienne. In: Mémoires de la Société des Sciences, de l'Agriculture et des Arts de Lille. Serie 3, Band 10, 1872, S. 293–298.
- Considérations générales. In: Louis Faidherbe, Paul Topinard: Instructions sur l’anthropologie de l’Algérie. Hennuyer, Paris 1874, S. 3–12.
- Essai sur la langue Poul. Grammaire et vocabulaire. Maisonneuve, Paris 1875, (Digitalisat).
- Langues sénégalaises. Wolof, arabe-hassania, soninké, sérère. Notions grammaticales, vocabulaires et phrases. Leroux, Paris 1887.
- Le Sénégal. La France dans l’Afrique occidentale. Hachette, Paris 1889, (Digitalisat).